# Jury œcuménique de la bande dessinée
Le Jury œcuménique de la bande dessinée est une association française loi de 1901 créée le 6 décembre 1989 dont le but est la promotion de la bande dessinée, principalement via le prix qu'elle remet. Ce prix est remis chaque année depuis 1990 à l'occasion du Festival d'Angoulême et récompense un album paru dans l'année pour l'ensemble de ses valeurs humaines et esthétiques.

## Composition du jury
Le jury œcuménique est composé principalement de critiques, d'enseignants et de professeurs, de professionnels et d'amateurs de la bande dessinée. En 2014, il était composé de :
- Geneviève Bénard (bibliothécaire)
- Sandra Crélot (secrétaire du jury)
- Éric Dombre (lexicographe)
- Yaël Eckert (journaliste)
- Patrick Gaumer (historien et critique)
- Jean-Pierre Molina (président du jury, pasteur)
- Dominique Petitfaux (historien, critique de BD, enseignant)
- Bruno Rabourdin (dessinateur)
- Bernard Stehr (pasteur)
- Nicolas Stobiena (documentaliste)
- Jacques Tramson (professeur)
- Yannick Wiedmann (enseignant)

## Lauréats du prix
Le prix s'est appelé :
- 1990-1992 : Prix regards chrétiens sur la bande dessinée
- Depuis 1993 : Prix du jury œcuménique de la bande dessinée

| Année | Livre                                                  | Auteur(e)(s)                                                   | Éditeur           | Collection     |
| ----- | ------------------------------------------------------ | -------------------------------------------------------------- | ----------------- | -------------- |
| 1990  | Broussaille, t. 3 : La Nuit du chat                    | Frank (dessin) et Bom (scénario)                               | Dupuis            |                |
| 1991  | Melmoth, t. 1 : Sur la route de Londres                | Marc-Renier (dessin) et Rodolphe (scénario)                    | Dargaud           |                |
| 1992  | Yasuda, t. 1 : Le Bombardier englouti                  | Jung (dessin) et Martin Ryelandt (scénario)                    | Hélyode           |                |
| 1993  | Le Bar du vieux Français, t. 1                         | Jean-Philippe Stassen (dessin) et Denis Lapière (scénario)     | Dupuis            | Aire libre     |
| 1994  | Mademoiselle Louise, t. 1 Un papa cadeau               | André Geerts (dessin) et Sergio Salma (scénario)               | Casterman         |                |
| 1995  | Carnets d'Orient, t. 4 : Le Centenaire                 | Jacques Ferrandez                                              | Casterman         | (A Suivre)     |
| 1996  | Julien Boisvert, t. 4 : Charles                        | Michel Plessix (dessin) et Dieter (scénario)                   | Delcourt          | Conquistador   |
| 1997  | Le Silence de Malka                                    | Rubén Pellejero (dessin) et Jorge Zentner (scénario)           | Casterman         |                |
| 1998  | Pour toi Sandra                                        | Derib                                                          | Mouvement du nid  |                |
| 1999  | Petit Polio, t. 1                                      | Farid Boudjellal                                               | Soleil            |                |
| 2000  | La Terre sans mal                                      | Emmanuel Lepage (dessin) et Anne Sibran (scénario)             | Dupuis            | Aire libre     |
| 2001  | Le Journal de mon père (pour les trois tomes)          | Jirō Taniguchi                                                 | Casterman         |                |
| 2002  | Amours fragiles, t. 1 : Le dernier printemps           | Jean-Michel Beuriot (dessin) et Philippe Richelle (scénario)   | Casterman         |                |
| 2003  | Le Chat du rabbin, t. 1 : La Bar-Mitsva                | Joann Sfar                                                     | Dargaud           | Poisson Pilote |
| 2004  | Là-bas                                                 | Didier Tronchet (dessin) et Anne Sibran (scénario)             | Dupuis            | Aire libre     |
| 2005  | Le Combat ordinaire, t. 2 : Les Quantités négligeables | Manu Larcenet                                                  | Dargaud           |                |
| 2006  | L’Aigle sans orteils                                   | Lax                                                            | Dupuis            | Aire libre     |
| 2007  | Un homme est mort                                      | Étienne Davodeau (dessin) et Kris (scénario)                   | Futuropolis       |                |
| 2008  | Chroniques du proche étranger en Tchétchénie           | Rash[Lequel ?] (dessin et co-scénario) et Tamada (co-scénario) | Vertige Graphic   |                |
| 2009  | La Fin du monde                                        | Tom Tirabosco (dessin) et Pierre Wazem (scénario)              | Futuropolis       |                |
| 2010  | L'Encre du passé                                       | Maël (dessin) et Antoine Bauza (scénario)                      | Dupuis            | Aire libre     |
| 2011  | Quitter Saïgon                                         | Clément Baloup                                                 | La Boîte à bulles | Contre-cœur    |
| 2012  | Les Larmes de l'assassin                               | Thierry Murat, d'après Anne-Laure Bondoux                      | Futuropolis       |                |
| 2013  | Little Joséphine                                       | Raphaël Sarfati (dessin) et Valérie Villieu (scénario)         | La Boîte à bulles | Contre-cœur    |
| 2014  | Ardalén. Vent de mémoires                              | Miguelanxo Prado                                               | Casterman         |                |
| 2015  | Amazigh, itinéraires d'hommes libres                   | Cédric Liano (dessin) et Mohamed Arejdal (scénario)            | Steinkis          |                |
| 2016  | Un faux boulot                                         | Le Cil Vert                                                    | Delcourt          | Shampooing     |
| 2017  | Macaroni !                                             | Vincent Zabus (scénario) et Thomas Campi (dessin)              | Dupuis            |                |
| 2018  | Au pied de la falaise                                  | ByMöko                                                         | Soleil            | Noctambule     |
| 2019  | Carolina                                               | Sirlene Barbosa / Joao Pinheiro                                | Presque Lune      |                |
| 2020  | La Boîte de petits pois                                | GiedRé (scénario) et Holly R (dessin)                          | Delcourt          |                |
| 2023  | Le Printemps de Sakura                                 | Marie Jaffredo                                                 | Vents d'Ouest     |                |
| 2024  | Sông                                                   | Hai-Anh et Pauline Guitton                                     | Ankama            |                |
| 2025  | Vingt-Décembre - Chroniques de l'abolition             | Appollo et Tehem                                               | Dargaud           |                |

### Mention spéciale du jury œcuménique
Selon les années, il arrive que le jury décerne une mention spéciale à un titre.
| Année | Livre                                                              | Auteur(e)(s) | Éditeur                 | Collection   |
| ----- | ------------------------------------------------------------------ | --- | ----------------------- | ------------ |
| 1992  | Jo                                                                 | Derib | Fondation pour la Vie   |              |
| 1996  | Le Cœur révélateur et autres histoires extraordinaires d'Edgar Poe | Alberto Breccia, d'après Edgar Allan Poe                                                                                       | Les Humanoïdes associés |              |
| 1998  | Un Ver dans le Fruit                                               | Pascal Rabaté | Vents d'Ouest           |              |
| 1999  | Bouddha, pour la série complète.                                   | Osamu Tezuka | Tonkam                  |              |
| 2000  | Le Journal de mon père, t. 1 : Le Grand Incendie                   | Jirō Taniguchi | Casterman               |              |
| 2002  | Un îlot de bonheur                                                 | Christophe Chabouté | Paquet                  |              |
| 2003  | Petit Polio, t. 3 : Mémé d'Arménie                                 | Farid Boudjellal | Soleil                  |              |
| 2004  | Afghanistan                                                        | Attilio Micheluzzi | Mosquito                |              |
| 2005  | Le Photographe, t. 2                                               | Emmanuel Guibert (dessin & coscénario), Didier Lefèvre (co-scénario & photos), Frédéric Lemercier (découpage photos, couleurs) | Dupuis                  | Aire libre   |
| 2006  | www.Jésus qui ? L'enquête historique                               | Brunor | Éditions du Cerf        |              |
| 2008  | Là où vont nos pères                                               | Shaun Tan | Dargaud                 |              |
| 2010  | Le Cœur-enclume                                                    | Jérôme Ruillier | Sarbacane               |              |
| 2011  | Les Chemins de traverse                                            | Maximilien Le Roy (dessin & co-scénario) et Soulman (co-scénario)                                                              | La Boîte à bulles       | Contre-cœur  |
| 2012  | Ismahane                                                           | Christophe Girard (dessin) et Sasha[Lequel ?] (scénario)                                                                       | Les Enfants Rouges      | Isturiale    |
| 2013  | L'Enfant cachée                                                    | Marc Lizano (dessin) et Loïc Dauvillier (scénario)                                                                             | Le Lombard              |              |
| 2014  | L'Envolée sauvage, t. 4 : La Boîte aux souvenirs                   | Arno Monin (dessin) et Laurent Galandon (scénario)                                                                             | Bamboo                  | Angle de vue |
| 2015  | (non attribué)                                                     | |                         |              |
| 2016  | Les Rêveurs lunaires                                               | Edmond Baudoin (dessin) et Cédric Villani (scénario)                                                                           | Gallimard               |              |
| 2017  | Manouches                                                          | Kkrist Mirror | Steinkis                |              |
| 2018  | Les Petites Victoires                                              | Yvon Roy | Rue de Sèvres           |              |
| 2019  | La Troisième Population                                            | Aurélien Ducoudray (scénario) et Jeff Pourquié (dessin)                                                                        | Futuropolis             |              |